# Olafur Eiriksson
Olafur Eiriksson es un deportista islandés que compitió en natación adaptada. Ganó nueve medallas en los Juegos Paralímpicos de Verano entre los años 1988 y 1996.

## Palmarés internacional
| Juegos Paralímpicos | Juegos Paralímpicos      | Juegos Paralímpicos | Juegos Paralímpicos |
| Año                 | Lugar                    | Medalla             | Prueba              |
| ------------------- | ------------------------ | ------------------- | ------------------- |
| 1988                | Seúl (Corea del Sur)     | Medalla de bronce   | 100 m mariposa L5   |
| 1988                | Seúl (Corea del Sur)     | Medalla de bronce   | 400 m libre L5      |
| 1992                | Barcelona (España)       | Medalla de oro      | 100 m mariposa S9   |
| 1992                | Barcelona (España)       | Medalla de oro      | 400 m libre S9      |
| 1992                | Barcelona (España)       | Medalla de bronce   | 100 m libre S9      |
| 1992                | Barcelona (España)       | Medalla de bronce   | 200 m estilos SM9   |
| 1996                | Atlanta (Estados Unidos) | Medalla de oro      | 100 m mariposa S9   |
| 1996                | Atlanta (Estados Unidos) | Medalla de bronce   | 100 m libre S9      |
| 1996                | Atlanta (Estados Unidos) | Medalla de bronce   | 200 m estilos SM9   |